# European Article Number

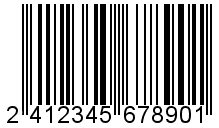
esempio codice Ean 13

Il numero europeo d'articolo, dall'inglese European Article Number (in sigla EAN), è una famiglia di codici a barre utilizzati in Europa e in Giappone per la marcatura dei prodotti destinati alla vendita al dettaglio.
La famiglia, comprendente le codifiche EAN-13, EAN-8 ed altre, rientra nelle specifiche GS1, organizzazione alla quale aderisce circa un centinaio di paesi, rappresentando una sottospecie di Global Trade Item Number. La codifica è inoltre compatibile con il sistema UPC adottato negli Stati Uniti d'America, nel Regno Unito, in Canada, in Australia e in Nuova Zelanda.

## Storia
Già nel 1973 è stato introdotto negli Stati Uniti lo Universal Product Code (UPC) a 12 cifre. Un anno dopo si è pensato in Europa di introdurre un sistema analogo che fosse compatibile con lo Universal Product Code.
Nel 1977 fu fondata la European Article Association che più tardi fu chiamata EAN e che dal 2004 è conosciuta sotto il nome di GS1. Ha organizzazioni associate in oltre 100 paesi e comprende il codice americano prodotto dalla Uniform Code Council (Uniform ora GS1 US).
A partire dal 1º gennaio 2005, de facto, l'EAN-13 viene introdotto in Nord America, ma nel contempo è stata raccomandata anche una transizione verso il GTIN a 14 cifre.
La filosofia di EAN/GTIN è quella di permettere l'identificazione automatica dei prodotti e la raccolta di dati.
Procedure coerenti sono utilizzate per lo scambio dati tra le aziende sia attraverso lo EAN128 sia attraverso la trasmissione elettronica dei dati EDI, sotto il quale è stato sviluppato lo standard EANCOM. Attualmente lo standard è stato sviluppato ulteriormente per il codice di prodotti elettronici.

## Vantaggi
- veloce registrazione della merce alla cassa;
- maggior sicurezza;
- alleggerimento nel trasporto della merce, stoccaggio automatico;
- nessuna etichetta di prezzo (il prezzo può rimanere a livello dello scaffale);
- standardizzazione trasparente e valida in tutto il mondo.

## Struttura
EAN è un codice a barre utilizzato per l'identificazione univoca di prodotti destinati al consumatore finale. Si tratta di un codice pluridimensionale: sono presenti 4 diversi spessori di barre/spazi, ognuno multiplo del modulo unitario. Lo spessore nominale del modulo è di 0,33mm con la tolleranza -20%/+100% (quindi da 0,264 a 0,66mm). È continuo, ovvero sono significativi sia gli spazi che le barre. Ogni carattere del codice è codificato come usuale in modo binario, ed ogni carattere è codificato usando 7 moduli. È leggibile nei 2 sensi, e può rappresentare un numero fisso di caratteri.
Le prime tre cifre identificano la nazione o il tipo. Il set di caratteri normalmente usato per la parte numerica è il OCR-B.
Ne esistono 2 versioni principali:
- l'EAN 13 (o "normale");
- l'EAN 8 (o "ridotto").

A questi si affiancano dei codici aggiuntivi, come l'EAN 2 o EAN 5. L'EAN 2 è usato nei periodici assieme all'EAN 13 per individuare con precisione il numero progressivo del giornale.
Per quanto riguarda i libri, il codice viene generalmente apposto sul lato inferiore destro della quarta di copertina. Riporta nella parte superiore la rappresentazione grafica del codice ISBN, nella parte inferiore il numero di identificazione internazionale del prodotto libro (978) seguito dal numero ISBN.

## EAN 13
L'EAN 13, come suggerisce il nome, rappresenta un codice di 13 caratteri. Usa 3 tipi di codifiche: la codifica A, B e C. Dei 13 caratteri solo 12 sono rappresentati, poiché la prima cifra da sinistra identifica la sequenza di codifiche A o B dei successivi 6 caratteri. Sono presenti inoltre caratteri di start (101), stop (101) e controllo centrale (01010).
Composizione:
101 (6 caratteri codificati in A o B) 01010 (6 caratteri codificati in C) 101
Il codice stampato deve avere delle ben precise zone di offset e overflow per permetterne la lettura, e in particolare spessore di 1 modulo tra il codice e la fine della targhetta in alto, 1 modulo tra la fine dei numeri sotto il codice e la fine della targhetta in basso, 7 moduli tra il codice e il margine destro e 11 moduli per il margine sinistro.
Per cui un codice EAN 13 sarà costituito in lunghezza da 11+(12*7)+7+3+3+5=113 moduli di cui 95 moduli del codice e 18 di overflow.
EAN 13 viene utilizzato per la marcatura di prodotti destinati al mercato globale:
- le prime due cifre del codice identificano il paese dove è stata richiesta la codifica da chi detiene il marchio del prodotto (per esempio l'Italia è indicata dalle cifre 80 e 81);
- le successive cinque cifre identificano il produttore;
- le ulteriori cinque cifre identificano la denominazione del prodotto all'interno dell'azienda;
- l'ultima cifra rappresenta il cosiddetto "check digit" (codice di controllo), che viene calcolato tramite uno specifico algoritmo: si moltiplicano le prime 12 cifre del codice alternativamente per 1 e per 3, poi si sommano i valori ottenuti; la cifra di controllo è il più piccolo numero da aggiungere a questa somma per ottenere un multiplo di 10. Nell'esempio di codice sopra riportato si calcola nel modo seguente: 2·1 + 4·3 + 1·1 + 2·3 + 3·1 + 4·3 + 5·1 + 6·3 + 7·1 + 8·3 + 9·1 + 0·3 = 99; manca 1 per raggiungere il multiplo della decina superiore più vicino, ossia 100.[5]

### Struttura del codice a barre
| # | A       | B       | C       |
| - | ------- | ------- | ------- |
| 0 | 0001101 | 0100111 | 1110010 |
| 1 | 0011001 | 0110011 | 1100110 |
| 2 | 0010011 | 0011011 | 1101100 |
| 3 | 0111101 | 0100001 | 1000010 |
| 4 | 0100011 | 0011101 | 1011100 |
| 5 | 0110001 | 0111001 | 1001110 |
| 6 | 0101111 | 0000101 | 1010000 |
| 7 | 0111011 | 0010001 | 1000100 |
| 8 | 0110111 | 0001001 | 1001000 |
| 9 | 0001011 | 0010111 | 1110100 |

Nell'EAN-13, la prima cifra (che viene scritta prima delle barre nella parte testuale sotto il codice) determina la sequenza di codifica (A o B) da utilizzare per la prima metà del codice, mentre la seconda metà utilizza sempre la codifica C:
| # | sequenza     |
| - | ------------ |
| 0 | AAAAAACCCCCC |
| 1 | AABABBCCCCCC |
| 2 | AABBABCCCCCC |
| 3 | AABBBACCCCCC |
| 4 | ABAABBCCCCCC |
| 5 | ABBAABCCCCCC |
| 6 | ABBBAACCCCCC |
| 7 | ABABABCCCCCC |
| 8 | ABABBACCCCCC |
| 9 | ABBABACCCCCC |

### Esempio esplicativo
- EAN 2412345678901
- COD -AABBABCCCCCC (dato che la prima cifra è 2)

Ecco il risultato finale, da confrontare visivamente con l'immagine seguente (per "leggere" il codice occorre considerare ogni modulo nero come "1" e ogni modulo bianco come "0"):

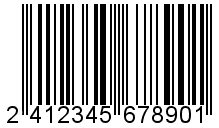
esempio codice Ean 13

| codice | barre   | codifica |
| ------ | ------- | -------- |
| 2      |         | -        |
| =      | 101     | -        |
| 4      | 0100011 | A        |
| 1      | 0011001 | A        |
| 2      | 0011011 | B        |
| 3      | 0100001 | B        |
| 4      | 0100011 | A        |
| 5      | 0111001 | B        |
| =      | 01010   | -        |
| 6      | 1010000 | C        |
| 7      | 1000100 | C        |
| 8      | 1001000 | C        |
| 9      | 1110100 | C        |
| 0      | 1110010 | C        |
| 1      | 1100110 | C        |
| =      | 101     | -        |

## EAN 8
L'EAN 8 codifica invece 8 caratteri, mantenendo la stessa struttura del precedente con la variazione che i moduli tra il codice e il margine sinistro sono 7 anziché 11.
Composizione:
101 (4 caratteri codificati A) 01010 (4 caratteri codificati C) 101
Per cui un codice EAN 8 sarà costituito in lunghezza da 7+(8*7)+7+3+3+5=81 moduli di cui 67 moduli del codice e 14 di overflow.
EAN 8 viene utilizzato per la marcatura di prodotti troppo piccoli per l'uso di un normale codice EAN 13. In alcuni casi viene anche destinato ai prodotti a marchio privato del distributore.

## Codici nazionali
I codici nazionali inizianti per 0 vengono utilizzati raramente in pratica, e sono stati inseriti nella codifica per renderla compatibile con UPC, che ha solo 12 cifre.
| Codici  | Provenienza                                        |
| ------- | -------------------------------------------------- |
| 00-13   | Canada                                             |
| 00-13   | Stati Uniti                                        |
| 2       | Confezioni all'interno di un esercizio commerciale |
| 300-379 | Francia                                            |
| 380     | Bulgaria                                           |
| 383     | Slovenia                                           |
| 385     | Croazia                                            |
| 387     | Bosnia ed Erzegovina                               |
| 389     | Montenegro                                         |
| 390     | Kosovo                                             |
| 400-440 | Germania                                           |
| 450-459 | Giappone                                           |
| 460-469 | Russia                                             |
| 470     | Kirghizistan                                       |
| 471     | Taiwan                                             |
| 474     | Estonia                                            |
| 475     | Lettonia                                           |
| 476     | Azerbaigian                                        |
| 477     | Lituania                                           |
| 478     | Uzbekistan                                         |
| 479     | Sri Lanka                                          |
| 480     | Filippine                                          |
| 481     | Bielorussia                                        |
| 482     | Ucraina                                            |
| 484     | Moldavia                                           |
| 485     | Armenia                                            |
| 486     | Georgia                                            |
| 487     | Kazakistan                                         |
| 488     | Kirghizistan                                       |

| Codici  | Provenienza        |
| ------- | ------------------ |
| 489     | Hong Kong          |
| 490-499 | Giappone           |
| 500-509 | Regno Unito        |
| 520-521 | Grecia             |
| 528     | Libano             |
| 529     | Cipro              |
| 530     | Albania            |
| 531     | Macedonia del Nord |
| 535     | Malta              |
| 539     | Irlanda            |
| 540-549 | Belgio             |
| 540-549 | Lussemburgo        |
| 560     | Portogallo         |
| 569     | Islanda            |
| 570-579 | Danimarca          |
| 590     | Polonia            |
| 594     | Romania            |
| 599     | Ungheria           |
| 600-601 | Sudafrica          |
| 603     | Ghana              |
| 604     | Senegal            |
| 608     | Bahrein            |
| 609     | Mauritius          |
| 611     | Marocco            |
| 613     | Algeria            |
| 615     | Nigeria            |
| 616     | Kenya              |
| 618     | Costa d'Avorio     |
| 619     | Tunisia            |
| 620     | Tanzania           |
| 621     | Siria              |
| 622     | Egitto             |

| Codici  | Provenienza         |
| ------- | ------------------- |
| 623     | Brunei              |
| 624     | Libia               |
| 625     | Giordania           |
| 626     | Iran                |
| 627     | Kuwait              |
| 628     | Arabia Saudita      |
| 629     | Emirati Arabi Uniti |
| 640-649 | Finlandia           |
| 690-699 | Cina                |
| 700-709 | Norvegia            |
| 729     | Israele             |
| 730-739 | Svezia              |
| 740     | Guatemala           |
| 741     | El Salvador         |
| 742     | Honduras            |
| 743     | Nicaragua           |
| 744     | Costa Rica          |
| 745     | Panama              |
| 746     | Rep. Dominicana     |
| 750     | Messico             |
| 754-755 | Canada              |
| 759     | Venezuela           |
| 760-769 | Svizzera            |
| 770-771 | Colombia            |
| 773     | Uruguay             |
| 775     | Perù                |
| 777     | Bolivia             |
| 778-779 | Argentina           |
| 780     | Cile                |
| 784     | Paraguay            |
| 786     | Ecuador             |
| 789-790 | Brasile             |

| Codici  | Provenienza                             |
| ------- | --------------------------------------- |
| 800-839 | Italia                                  |
| 840-849 | Spagna                                  |
| 850     | Cuba                                    |
| 858     | Slovacchia                              |
| 859     | Rep. Ceca                               |
| 860     | Serbia                                  |
| 865     | Mongolia                                |
| 867     | Corea del Nord                          |
| 868-869 | Turchia                                 |
| 870-879 | Paesi Bassi                             |
| 880     | Corea del Sud                           |
| 884     | Cambogia                                |
| 885     | Thailandia                              |
| 888     | Singapore                               |
| 890     | India                                   |
| 893     | Vietnam                                 |
| 894     | Bangladesh                              |
| 896     | Pakistan                                |
| 899     | Indonesia                               |
| 900-919 | Austria                                 |
| 930-939 | Australia                               |
| 940-949 | Nuova Zelanda                           |
| 950     | GS1                                     |
| 955     | Malaysia                                |
| 958     | Macao                                   |
| 977     | ISSN (periodici)                        |
| 978     | ISBN (libri)                            |
| 979     | ISMN (spartiti musicali) (+ parte ISBN) |
| 981-982 | Coupon                                  |
| 99      | Coupon                                  |

Nei paesi identificati con codice composto da 2 numeri (XXY), generalmente la terza cifra (Y) si riferisce a medicinali se è 3 (XX3), usi specifici se è 4 (XX4), coupon se è 5 (XX5) o 9 (XX9).